# Takács István (politikus)
Takács István (Sárisáp, 1930. október 10. – Kazincbarcika, 2004. január 27.)  Kazincbarcika tanácselnöke volt 1968 és 1989 között.

## Élete

### A gyermek- és ifjúkor
1943 őszén egy országos tehetségmentő akció révén Komáromba került egyházi iskolába.
A 2. világháború miatt később magántanuló.
1945-ben tagja lett a MADISZ-nak, majd a Magyar Kommunista Pártnak.
18 évesen a Pártmunkás szerkesztőségében dolgozott, mint segédszerkesztő.

### Pályakezdése
Az 50-es években egyetemi hallgató volt a Szovjetunióban, ahol mérnöki diplomát szerzett, 1956-ban tért haza Magyarországra.
Először az Észak-Magyarországi Vegyiműveknél helyezkedett el Sajóbábonyban.
1962-ben a Berentei Vegyi Művekhez került, később a Borsodi Vegyi Kombinát (Kazincbarcika) pártbizottságának elnökévé választották.

### A család
1955-ben nősült meg, de első felesége 3 év múlva meghalt.
Későbbi házasságából két fiúgyermeke született (István és Zsolt).

## Munkássága

### A tanácselnök

Kazincbarcika rendszerváltás előtti címere

Több mint húsz esztendőn keresztül vezette Kazincbarcikát, 1968. szeptember 1. és 1989. április 1. között töltötte be a tanácselnöki tisztséget.

### A fejlesztő
Tanácselnöki tevékenysége alatt folytatódott Kazincbarcika mennyiségi és minőségi fejlődése, új minőségi jegyekkel gazdagítva a várost. 
A mennyiségi fejlődést mintegy 6000 új lakás, hat általános és két középiskola (Egészségügyi és Óvónőképző Szakközépiskola,  a 112. Számú Szakmunkásképző és Szakközépiskola), hat óvoda, két 120 fős bölcsőde, számtalan bolt, köztük méreteiben is olyan jelentősek,  mint a Márka, a Tardona, a Sajó, az autóbusz-végállomásnál lévő ÁFÉSZ, a városi sportpálya melletti ABC-bolt, a Fő téri Domus áruház, műszaki bolt, gyógyszertár, orvosi rendelő, két postahivatal és a Fő téri „nagy” posta jelentette.
A lakóterületi parkokon és játszótereken kívül ekkor létesült a Jubileumi, a Fő téri, a Dimitrovgrád-, a Penyo Penyev-park (ma Kőrösi Csoma Sándor, illetve Déryné-park).
A város természeti, környezeti adottságaira építve elkészült a Csónakázó-tó, szintén nagy parkterülettel a környezetében; és jelentősen előrehaladt Herbolyán a bányatavak mellett a Minivadon építése.
Folytatódott a lakóépületek felújítása és korszerűsítése a Lenin (Egressy Béni) úton, a vezetékes gázellátás megvalósítása a Szabó Ervin úti lakásoknál megkezdve, majd a Május 1. úton és az Építők útján továbbhaladva.
Ebben az időszakban bontakozott ki és vált általánossá Kazincbarcikán a városszépítés, amely sokféle formában és akció keretében folyt, s amely nemcsak parképítésben és védelemben fejeződött ki, hanem az emberek természettel való kapcsolatának alakításában is. 
Szintén ekkor alakult ki és honosodott meg néhány szokás és rendezvény, mint például az, hogy a városi párt-, tanácsi és társadalmi szervek vezetőtestületének tagjai kezdték el minden év tavaszán a városszépítési munkát, az óvodák, iskolák között évente megrendezett városszépítési és környezetvédelmi verseny, a pedagógusok 3 évenkénti országos tanácskozása, a kétévenként megtartott amatőr színjátszó fesztivál.
Mindezek révén Kazincbarcika országosan is ismertebbé és elismertté vált, aminek egyebek között a többször megszerzett Tiszta, virágos város cím és 1982-ben a Hild-János-emlékérem a bizonyítéka.
Közigazgatási szerepkörét tekintve változott a város státusa is. Kialakult a városkörnyéki igazgatási rendszer.
Tevékenységét 1984-ben Pro Natura Emlékéremmel jutalmazták.

### ABarcikai Históriás
Takács István nyugdíjba vonulása után sem lett hűtlen a városához. A Kazincbarcikáért való tenni akarás jegyében hívta életre 1989-ben a Barcikai Históriást. Így alakult ki egy érdekes, jól megírt folyóirat, amelynek célja Kazincbarcika városának és környékének sokoldalú, tudományos igényű ismertetése lett. A 2000-ig, tíz éven át megjelenő kiadvány hasznos útikalauza volt a város története, történelme iránt érdeklődőknek, amely nagy szolgálatot tett Kazincbarcika, a táj, a szülőföld megismerésében, megszerettetésében, és az érte való szolgálatban is.

## Kitüntetései
- 1973-ban és 1982-ben a Munka Érdemrend arany fokozatának tulajdonosa lett.
- 1975-ben az Ifjúság neveléséért KISZ-, 1981-ben a Gyermekekért úttörő-kitüntetésben részesült
- Tevékenységét 1984-ben Pro Natura Emlékéremmel jutalmazták.
- 1985-ben Alkotói díjat kapott.
- Kazincbarcika Önkormányzata 2004-ben Takács Istvánnak a Kazincbarcika Város Díszpolgára posztumusz kitüntetést adományozta.

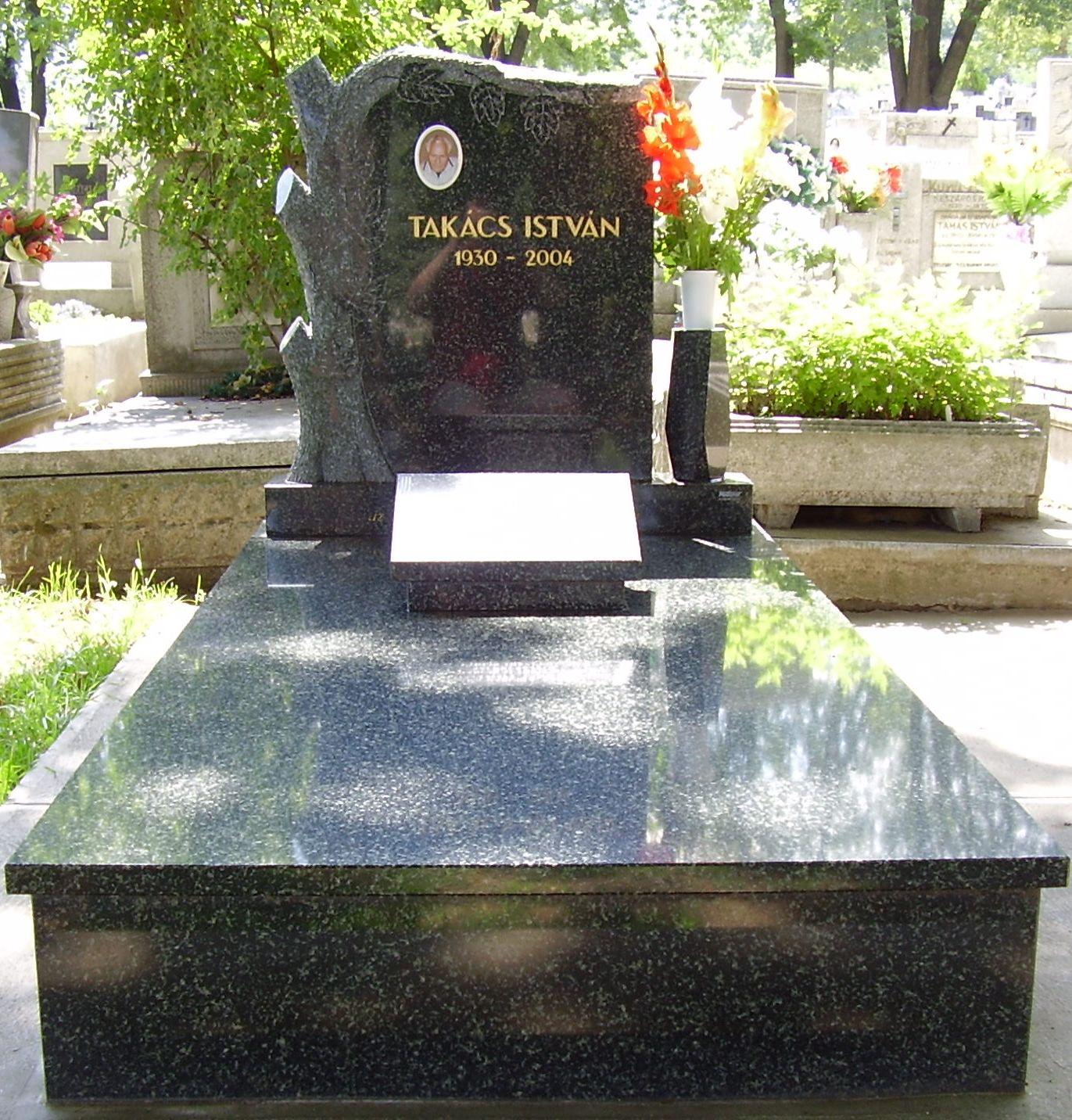
Takács István síremléke a kazincbarcikai temetőben